# Escut de la Salzadella
L'escut de la Salzadella és un símbol representatiu oficial de la Salzadella, municipi del País Valencià, a la comarca del Baix Maestrat. Té el següent blasonament:
| « | Escut quadrilong de punta redona. En camp d'or, un arbre salze del seu color, terrassat del seu color, i acostat de dues creus planes de gules. Per timbre, corona reial oberta. | » |

## Història
L'escut fou aprovat per Resolució de 10 de setembre de 2007, del vicepresident primer i conseller de Presidència, publicada en el DOGV, núm. 5.615, de 8 d'octubre de 2007).
El salze són armes parlants del topònim de la població i les creus són per l'Orde de Montesa que va senyorejar la població.
A l'Arxiu Històric Nacional es conserven les empremtes de tres segells en tinta de la Salzadella de 1876, 2 són de l'Ajuntament i 1 de l'Alcaldia. A un de l'Ajuntament ja hi apareixen les armories actuals de la població.

Segell de l'Ajuntament (AHN, 1876).